# 安全主管
首席安全官（英文：Chief security officer，縮寫：CSO），负责公司的信息系统安全，也负责加强公司的安全政策。安全主管负责用户和信息系统专家的安全培训，提醒管理层关注安全威胁和破坏，并且维护安全政策和安全工具。

## 出处
- Kenneth C.Laudon and Jane P.Laudon, 《Management Information Systems》, Pearson, 07 March 2011, Chapter2 Information systems Organizations and Strategy p.42